# Västerharun, Hangö
Västerharun är en ö i Finland. Den ligger i Skärgårdshavet eller Norra Östersjön och i kommunen Hangö i den ekonomiska regionen  Raseborg i landskapet Nyland, i den sydvästra delen av landet. Ön ligger omkring 120 kilometer väster om Helsingfors.
Öns area är 1,8 hektar och dess största längd är 220 meter i sydöst-nordvästlig riktning.